# Pareronia phocaea
Pareronia phocaea är en fjärilsart som först beskrevs av Felder 1861.  Pareronia phocaea ingår i släktet Pareronia och familjen vitfjärilar. Inga underarter finns listade i Catalogue of Life.